# Martín Perfecto de Cos

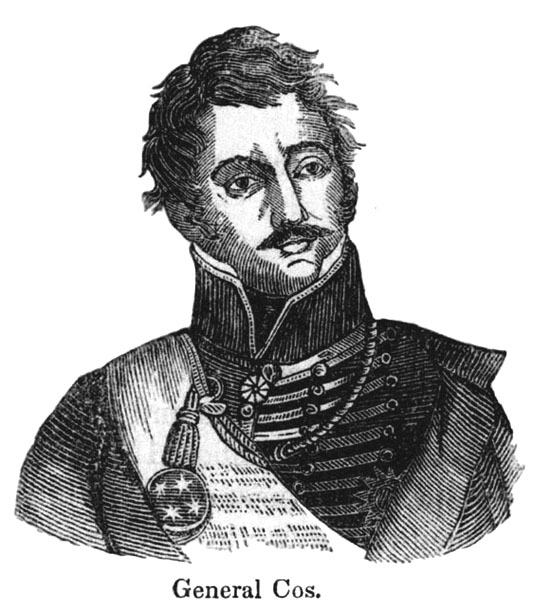
Martín Perfecto de Cos.

Martín Perfecto de Cos (1800 – 1854) foi um General mexicano do século XIX. Ele foi casado com Lucinda López de Santa Anna, irmã de Antonio López de Santa Anna. O General Cos atravessou as planícies do Texas atacando diversas vilas e derrotando comandantes do Texas como James Fannin, durante a Revolução do Texas.